# Gubecz Máté

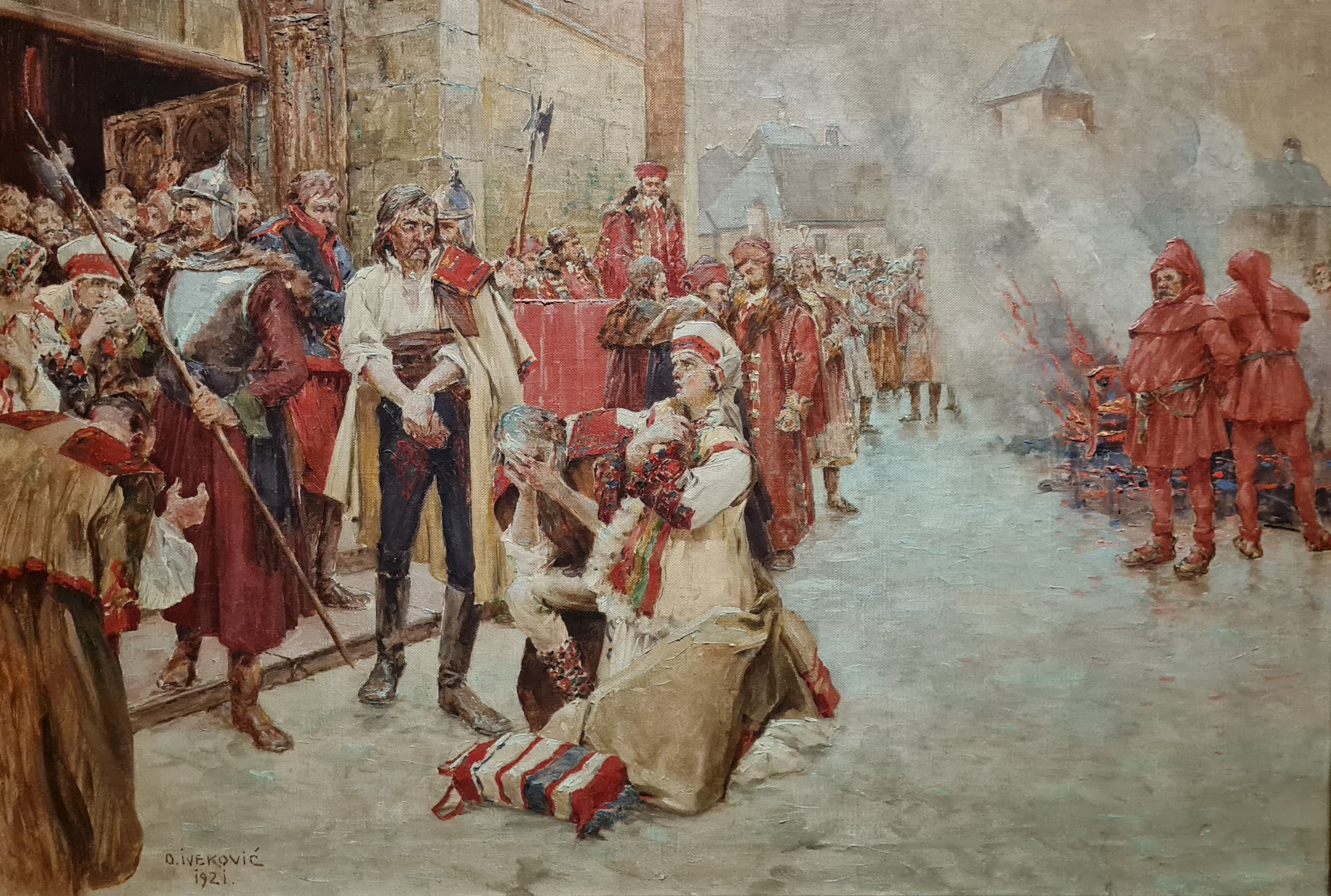
Gubecz Mátét kivégzik a zágrábi Szent Márk templom előtt (Oton Iveković festménye)

Gubecz Máté (horvátul Matija Gubec, eredetileg Ambroz Gubec; Hižakovec? 1538? – Zágráb, 1573. február 15.) horvát parasztvezér, a horvátországi parasztháború (1572–73) vezére volt. A Máté nevet Istvánffy Miklós humanista történetírótól kapta, aki a felkelést Historiarum de rebus Ungaricis libri XXXIV.-ben örökítette meg.

## Élete
Feltételezhetően volt katona korábban és a horvát végeken vitézül harcolt a törökök ellen. Később hazatért, és az Orsić család bisztrai birtokán vállalt ispáni tisztséget.
A horvát nép ez időben komoly feudális elnyomásnak volt kitéve, s közvetlenül tapasztalta mindezt Gubecz is, aki paraszti származása révén együtt érzett sajátjaival. Tahy Ferenc, gazdag horvátországi magyar földesúr volt a horvátok egyik legkegyetlenebb kizsákmányolója. Származása még némi magyarellenességet is szült a horvát parasztok körében. Ugyanez sújtotta a szlovénséget a határ másik oldalán, ahol még komolyabb etnikai ellentétek is húzódtak a szlovén parasztok, illetve a német földesurak között, akik ráadásul németesíteni is akarták a szlovéneket.
Az 1570-es években már szervezkedtek a parasztok, ebben pedig Gubecz is aktívan kivette a részét. Az elégedetlenség mértékét jól mutatja, hogy végvári katonák és az uszkókok félkatonai tömbjei is csatlakoztak a mozgalomhoz. Az uszkókok a Balkánról elmenekült délszláv elemek voltak, akik katonáskodtak a végvidékeken, de sajátos önálló utat is jártak, így kalózkodtak az Adrián a velencei, német és török hajók ellen. Ezek között a félkatonai erők között nemcsak délszláv nemzetiségűek, de szökevény törökök, albánok és eltörökösödött szlávok is akadtak olykor, akik aztán szintén segítették a felkelést. 1572 elején aztán kirobbant a felkelés Északnyugat-Horvátországban, Susegrad mellett.
A felkelés rohamosan terjedt végig Horvátországon és Szlavónián. Gubecz serege, amely horvát és szlavón parasztokból, az uszkókokból, zászlójukat hagyott katonákból, útonállókból, zsoldosokból, hegyvidéki pásztorokból, hódoltságbeliekből (szerbek, bosnyákok, törökök), szökevény törökökből és hajdúkból rekrutálódott (toborzott), elérte 20 ezer főt (bár ez a szám alulmúlta a Dózsa György idején fölkelt parasztok létszámát). Gubecz azonban nem kizárólag Horvátországban akarta folytatni a harcot. A seregét háromfelé osztotta, az egyiket Krajnába, a másikat Stájerország déli felébe küldte (ma Szlovénia részei), hogy ott is népi megmozdulásokat támasszanak a horvátokkal rokon szlovénok körében.
A fősereg Stubicában állapodott meg, ahonnan némileg megerősödve Zágráb ellen irányította embereit. A város ostroma elhúzódott, s ez lehetőséget adott a horvát nemeseknek, hogy fokozatosan a többi lázadó parasztközösséget felszámolhassák, mialatt Magyarországról felmentő hadat toboroztak. Gubeczet végül leverték és elfogták, a parasztsereg megsemmisült.
A „parasztkirályt” Zágrábba vitték, más vezéreivel együtt, és a Szent Márk téren nyilvános kivégzést rendeztek, amelynek megtekintésénél Tahy Ferenc is jelen volt. Gubeczet Dózsa Györgyhöz hasonlóan kegyetlenül végezték ki: tűzön felizzított vastrónhoz láncolták, fejére izzó vaskoronát tettek, s kezébe tüzes jogart, valamint kormánypálcát nyomtak. A jelenlevők legnagyobb megdöbbenésére a bivalyerős és szálas termetű férfiú emberfeletti lelkierővel tűrte a pokoli kínzást, még csak fel sem szisszent.
Miután meghalt, testét felnégyelték, fejét levágták, és darabjait végighordozták Horvátországban. Neve a nép körében sokáig tovább élt, alakja körül legendák keletkeztek, s horvát nemzeti függetlenség egyik hősének tekintik még ma is.
A felkelésről és Gubeczről írt regényt Zigány Árpád A parasztkirály címmel, amely történelmileg kevéssé hiteles, mivel a Dózsa György-kori eseményeket rajzolja át egyszerűen a horvát parasztfelkeléssel, egyes jeleneteket (például Kopó és Tahy Ágnes románcát, valamint Kopó elfogatását és kínhalálát) pedig Gustave Flaubert Salammbô c. regényének különböző epizódjai (Mâtho és Salammbô szerelme, illetve Mâtho kivégzése) ihlették meg.